# Vezérelt-NEM
A vezérelt-NEM kapu (további elnevezések: C-NOT vagy CNOT) egy áramköri kapu, amely a XOR kapu reverzibilis kiterjesztésének is tekinthető, így felhasználható a reverzibilis áramkörök létrehozatalához.